# Antoni Vidal i Talarn
Antoni Vidal i Talarn   (Xerta, 1672 - Falset, 1714) fou un militar català, coronel de fusellers de l'Exèrcit de Catalunya durant la Guerra de Successió Espanyola.
Durant la Guerra de Successió Espanyola lluità al bàndol austriacista, partidari del rei arxiduc Carles III, amb l'objectiu d'expulsar del Principat de Catalunya les tropes del pretendent borbònic Felip d'Anjou. L'any 1713 integrà l'expedició del diputat militar Antoni Francesc de Berenguer i de Novell com a coronel de fusellers del Regiment de la Diputació del General de Catalunya. Quan arribà l'hivern, se'n separà i comandà un destacament militar que feu de les muntanyes de Prades el seu camp d'operacions per seguir combatent els exèrcits borbònics. Si bé assolí resultats d'èxit a les ciutats de Montblanc i Falset, fou en aquesta darrera població on fou ferit de mort l'any 1714.